# Гарбачик, Казимеж
Казимеж Гарбачик (пол. Kazimierz Garbacik; 6 ноября 1927, Собнюв — 11 декабря 2021, Лодзь) — польский офицер, полковник внутренних войск ПНР, в 1979—1988 — начальник войскового штаба в Лодзинском городском воеводстве. При военном положении 1981—1983 — член Военного совета национального спасения, военный комиссар в Лодзи.

## Начало службы
Родился в семье железнодорожника (селение Собнюв впоследствии частично присоединено к городу Ясло). Анджей Гарбачик, отец Казимежа Гарбачика, в 1942 был арестован гестапо и расстрелян в Освенциме. Вместе с матерью Казимеж был депортирован в Австрию, летом 1945 вернулся в Польшу.
С 1948 Казимеж Гарбачик поступил на службу в Корпус внутренней безопасности (KBW). В 1950 окончил Офицерскую школу KBW, командовал учебными подразделениями в варшавской спецбригаде KBW. В 1956 окончил Академию генштаба, после этого преподавал тактику в Офицерской школе KBW в Легнице.

## На командных должностях
В 1960—1967 Казимеж Гарбачик служил в 11-м полку KBW в Еленя-Гуре. В 1968 — начальник штаба, в 1969 — командир 8-го полка войск внутренней охраны в Лодзи. В 1970 ему присвоено звание полковника. С февраля 1975 по октябрь 1979 — командир 1-й Мазовецкой бригады внутренней охраны. 21 октября 1979 полковник Гарбачик назначен начальником войскового штаба Лодзинском городском воеводстве — оперативного органа военного управления министерства национальной обороны ПНР. (Преемником Гарбачика в командовании 1-й Мазовецкой бригадой был подполковник Влосиньский.)
В 1947 Казимеж Гарбачик вступил в коммунистическую ППР, с 1948 состоял в правящей компартии ПОРП. Был секретарём полковой парторганизации, членом партийного комитета командования войск внутренней охраны. Идеологически и политически стоял на позициях «партийного бетона», характерных для генералитета и офицерства ПНР. Враждебно воспринял забастовочное движение 1980 и создание независимого профсоюза Солидарность.

## Член WRON
13 декабря 1981 в Польше было введено военное положение. Власть перешла к Военному совету национального спасения (WRON) — внеконституционному органу власти во главе с первым секретарём ЦК ПОРП, премьер-министром и министром обороны ПНР генералом Ярузельским. В состав WRON был включён и полковник Гарбачик (также и полковник Влосиньский). Он не принадлежал ни к влиятельным руководителям, ни даже к «второму ряду», тем более не состоял в неформальной «Директории Ярузельского». Однако Гарбачик выполнял важную функцию уполномоченного комиссара WRON в Лодзинском регионе.
Крупная организация «Солидарности» в Лодзи была быстро подавлена, активисты арестованы, демонстрация протеста разогнана ЗОМО. Полковник Гарбачик лично посетил епархиального епископа Лодзи Юзефа Розвадовского, проинформировал его о военном положении и новом порядке взаимоотношений государства с католической церковью.

## В отставке
После отмены военного положения полковник Гарбачик ещё пять лет оставался на военной должности в Лодзи. Уволился в запас летом 1988. В политических событиях конца 1980-х — начала 1990-х, участия не принимал, отношения к победе «Солидарности» публично не выражал. В Третьей Речи Посполитой жил частной жизнью. Увлекался рыбалкой и верховой ездой, с возрастом — поэзией и путешествиями. Скончался в возрасте 94 лет.